# 德语文学

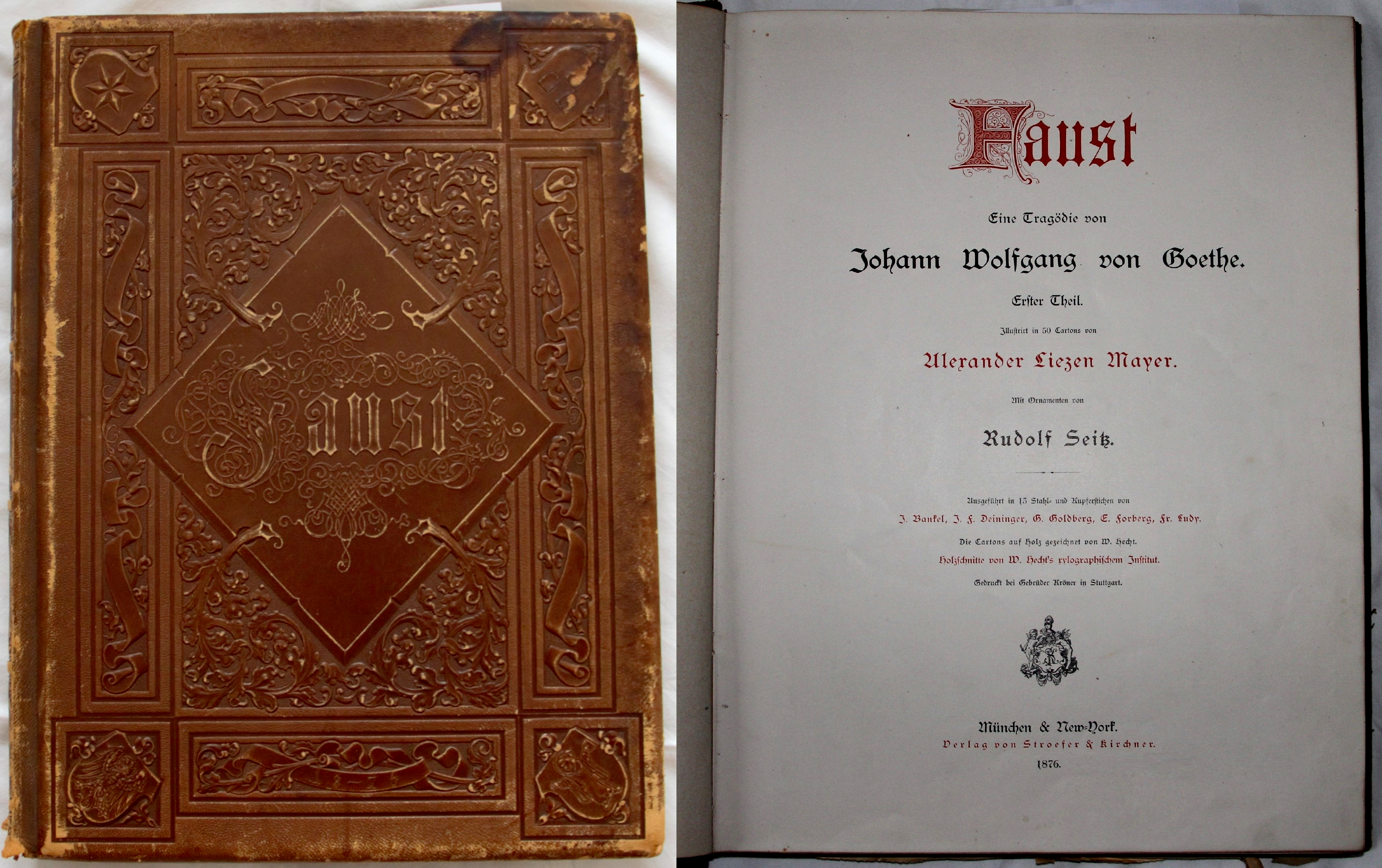
歌德的《浮士德》是德语文学的奠基之作

德語文學（德語：Deutschsprachige Literatur）指的是以德語撰寫的文學作品。這包括來自德國、奧地利、瑞士和比利時的德語區、列支敦士登、盧森堡、位於義大利的南蒂羅爾地區，以及在一定程度上屬於德語僑民的作品。現代德語文學主要以標準德語書寫，但也存在一些受到德語方言（如阿勒曼尼語）影響較深或較淺的文學潮流。
中世紀德語文學指的是從加洛林王朝時期開始，在德國地區創作的文學。對於德語中世紀文學終結的時間，學界有不同見解，其中最晚的分界點通常認為是宗教改革（1517年）。古高地德語時期大致持續至11世紀中葉，其最著名的作品包括《希爾德布蘭特之歌》和英雄史詩《救世主之歌》（Heliand）。中古高地德語文學自12世紀開始，代表作品包括《指環》（約1410年）以及奧斯瓦爾德·馮·沃爾肯施泰因與約翰內斯·馮·特普爾的詩作。巴洛克時期（1600–1720年）則是德語文學最豐富多產的時期之一。
現代德語文學始於啟蒙時代作家（如約翰·戈特弗里德·赫爾德）。1750至1770年代的感傷主義運動（Empfindsamkeit）以歌德的暢銷作品《少年維特的煩惱》（1774年）為終點。隨後的狂飆運動與魏瑪古典主義運動則由約翰·沃爾夫岡·馮·歌德與弗里德里希·席勒領導。德國浪漫主義則主導了18世紀末至19世紀初的文學發展。
「畢德麥雅」一詞泛指1815年（即維也納會議、拿破崙戰爭結束）至1848年（歐洲革命爆發）之間，在文學、音樂、視覺藝術與室內設計領域的一種風格。
在納粹政權時期，一些作家選擇流亡國外（稱為「流亡文學」，Exilliteratur），另一些則屈服於審查制度，進行所謂的「內部流亡」（Innere Emigration）。截至2023年，共有14位德語作家獲得諾貝爾文學獎，居所有語言中第三多，僅次於法語（16位）與英語（32位）作家。獲獎者包括托馬斯·曼、赫爾曼·黑塞、君特·格拉斯與彼得·漢德克等人。

## 中世紀
目前所知最早的德語文學作品是《希尔德布兰特之歌》（Hildebrandslied）

## 近代早期

### 德意志文藝復興時期
- 塞巴斯蒂安·布蘭特（1457年－1521年）
- 托馬斯·穆爾納（1475年－1537年）
- 馬丁·路德（1483年－1546年）
- 菲利普·墨蘭希通（1497年－1560年）
- 塞巴斯蒂安·弗蘭克（1500年－1543年）
- 約翰·費沙特（1545年－1591年）

### 巴洛克時期
巴洛克時期（1600年至1720年）是德語文學最為豐富多產的時代之一。許多作家的詩歌與散文作品反映了三十年戰爭帶來的慘痛經歷。漢斯·雅各布·克里斯托弗·冯·格林梅爾斯豪森筆下年輕而天真的辛普利齊烏斯的冒險故事——《辛普利齊烏斯·辛普利齊西穆斯》， 成為巴洛克時期最著名的小說。
馬丁·奧皮茨為德語文學確立了語言、風格、詩行與韻律的“純正性”準則。安德烈亞斯·格呂菲烏斯與丹尼爾·卡斯帕·馮·洛恩施泰因創作了多部德語悲劇（Trauerspiele），常以古典題材為主，且風格多半相當激烈。情色詩、宗教詩與時事詩則以德語與拉丁語雙語創作。
布倫瑞克-呂訥堡的西比拉·烏爾蘇拉撰寫了一部小說《尊貴的敘利亞女子阿拉梅娜》（Die Durchlauchtige Syrerin Aramena），此書由其兄安東·烏爾利希完成，並由齊格蒙德·馮·比爾肯加以編輯，在德語巴洛克宮廷小說中享有盛名。

## 18世纪

### 啟蒙時代
| - 奧古斯特·弗里德里希·威廉·克羅姆 - 約翰·戈特弗里德·赫爾德 - 保羅·海因里希·迪特里希·霍爾巴赫 - 弗里德里希·海因里希·雅可比 - 老西奧多·哥特利布·馮·希佩爾 - 伊曼努爾·康德 - 哥特霍爾德·埃夫拉伊姆·萊辛 - 摩西·門德爾松 | - 卡爾·倫哈德·賴因霍爾德 - 克里斯蒂安·托馬修斯 - 克里斯蒂安·雅各布·瓦根賽爾 - 克里斯蒂安·菲利克斯·魏塞 - 克里斯托夫·馬丁·維蘭 - 克里斯蒂安·沃爾夫 - 弗里德里希·尼可萊 - 克里斯蒂安·加爾韋 |

### 感傷主義
感傷主義（Empfindsamkeit），或譯「感性運動」，1750年代至1770年代）代表人物包括弗里德里希·戈特利布·克洛普施托克（1724年－1803年）、克里斯蒂安·菲爾希特哥特·蓋勒特（1715年－1769年）、蘇菲·德·拉·羅什（1730年－1807年）。該時期以歌德的暢銷小說《少年維特的煩惱》（1774年）為頂峰並結束。

### 狂飆運動

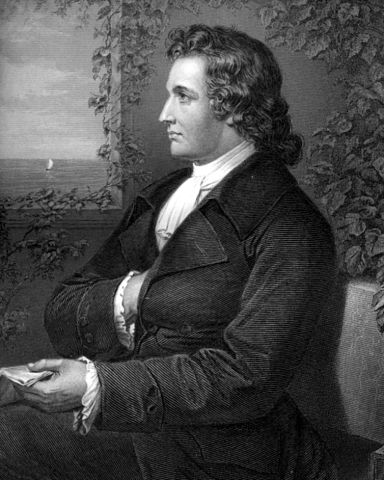
約翰·沃爾夫岡·馮·歌德，約1775年

狂飆突進运动（Sturm und Drang）是18世紀末期至19世紀初德國文學與音樂中的一場運動，約始於1760年代末，止於1780年代初。該運動強調個人主觀性與情感的自由表達，作為對啟蒙時代所強調的理性主義及其相關美學潮流的反動。
哲學家約翰·格奧爾格·哈曼被視為狂飆運動的思想代表人物之一，而約翰·沃爾夫岡·馮·歌德則是此運動的重要實踐者。儘管他與弗里德里希·席勒最終脫離此一潮流，並開創了日後的魏瑪古典主義。

## 20世纪
- 海涅
- 歌德
- 弗兰茨·卡夫卡
- 里爾克
- 艾尔弗雷德·耶利内克

## 诺贝尔文学奖获得者
- 德意志帝國特奥多尔·蒙森（Theodor Mommsen，1817-1903），1902年。
- 德意志帝國鲁道尔夫·欧肯（Rudolf Eucken，1846-1926），1908年。
- 德意志帝國保罗·海泽（Paul Heyse，1830-1914)，1910年。
- 德意志帝國盖哈特·霍普特曼（Gerhart Hauptmann，1862-1946)，1912年。
- 瑞士卡尔·施皮特勒（Carl Friedrich Georg Spitteler ，1845-1924)，1919年。
- 德国托马斯·曼（Thomas Mann，1875-1955)，1929年。
- 德国赫尔曼·黑塞 （Hermann Hesse ，1877-1962)，1949年。
- 瑞典奈莉·萨克斯 （Nelly Sachs ，1891-1970)，1966年。[4]
- 西德亨利希·伯尔 （Heinrich B?ll，1917-1985)，1972年。
- 英国埃利亚斯·卡内蒂 （Elias Canetti，1905-1994)，1981年。
- 德国君特·格拉斯 (Günter Grass，1927-2015)，1999年。
- 奥地利艾尔弗雷德·耶利内克（Elfriede Jelinek，1946-），2004年。
- 德国赫塔·穆勒（Herta Müller，1953-），2009年。